# 竹中祥
竹中 祥（たけなか しょう、1992年8月12日 - ）は、日本の元ラグビー選手。

## プロフィール
- 宮崎県出身[1]。
- 現役時代のポジションはウィング(WTB)。
- 身長 176cm、体重 90kg
- ニックネームはたけ、しょう。
- 7人制日本代表に選ばれたことがある[2]。

## 略歴
2011年、桐蔭学園高校卒業後、筑波大学に入る。なお桐蔭学園高校時代、高校日本代表に選ばれた。また桐蔭学園時代の同級生に小倉順平や松島幸太朗らがいる。
2012年、日本代表スコッド強化合宿に参加するメンバーに選出された。
2015年、筑波大学卒業後、NECグリーンロケッツ(現・NECグリーンロケッツ東葛)に加入。
2016年12月10日に行われたジャパンラグビートップリーグ第11節のヤマハ発動機ジュビロ戦に途中出場で公式戦初出場を果たす。
2020年、日野レッドドルフィンズに加入。
2023年6月、自身のInstagramで現役引退を発表した。